# Галаджев, Пётр Степанович
Пётр Степанович Галаджев (15 [28] декабря 1900, Старый Крым Таврическая губерния, Российская империя — 5 октября 1971, Москва, СССР) — советский кинематографист: актёр и художник; Заслуженный художник РСФСР (1965), лауреат Государственной премии СССР (1971).

## Биография
Пётр Галаджев родился в России в городе Старый Крым Таврической губернии, армянского происхождения. Его отец, Степан Марианович Галаджев, был служащим (умер в 1935 году), а мать, Галаджева Ульяна Ефремовна — домашней хозяйкой (умерла в 1947 году). В семье было девять детей, Пётр четвёртый. Семья перебралась в Москву, где прошло его детство.
Художественный талант проявился у мальчика в детстве, и уже в возрасте девяти лет был принят в Московское Императорское художественно-промышленное Строгановское училище. Ещё учась там, в 1915 году в поисках заработка, Галаджев был принят помощником декоратора и мастером в красильной мастерской в оперу С. И. Зимина. Тогда и началось увлечение театром.
В 1918 году Строгановское училище было реорганизовано, и Пётр Галаджев учился на графическом факультете ВХУТЕМАСа. А закончив там учебу в 1920 году, поступил в студию Художественно-просветительного союза рабочих организаций под руководством Ф. Ф. Комиссаржевского.
В 1919 году Пётр Галаджев стал актёром в Московском Опытно-героическом театре имени Сафонова под руководством Бориса Фердинандова и Константина Эггерта. Актёрская работа была насыщенной, за три года молодой актёр сыграл множество ролей: Кулибина в «Грозе», раба в «Царе Эдипе», Подколесина в «Женитьбе», царя Додона в «Золотом петушке» и другие роли. Но с самого возникновения театра оба его руководителя не всегда могли найти общий эстетический язык, конфликтная ситуация усиливалась, и через три года театр распался.
Даже в бытность работы актёром Галаджев не бросал своё художественное призвание: в 1920 году он работал художником журнала «Зрелища», а затем до 1936 года работал художником-карикатуристом в журналах «Советский экран», «Кинонеделя» и «Искусство кино».
В 1921 году Пётр Степанович познакомился с режиссёром Львом Кулешовым. Эта встреча изменила всю дальнейшую жизнь: пришёл интерес к кинематографу, кино победило все остальные увлечения, и именно с ним Пётр Галаджев связал всю свою оставшуюся жизнь. Он поступил в Государственный техникум кинематографии, будущий ВГИК в мастерскую к Л. В. Кулешову), у которого и окончил курс в 1925 году. К этому времени он уже не был новичком в кинематографе, а работал в небольших ролях в фильмах своего педагога — Л. В. Кулешова.
Пётр Галаджев пробовал себя в кино в качестве ассистента, режиссёра, художника-постановщика, актёра. Впервые появился на экране как киноактер в «Необычайных приключениях мистера Веста в стране большевиков» — фильме своего педагога Льва Кулешова. При этом он не забывал о своей первой профессии художника.
В начале 1920-х годов, когда был всплеск различных театральных реформ, Галаджев творчески сблизился с Борисом Эрдманом, Николаем Мусатовым, Касьяном Голейзовским, Николаем Фореггером. Они совместно сотрудничали в нескольких театральных проектах. Галаджев создавал костюмы для эксцентрических танцев, поставленных К. Я. Голейзовским в 1922 году в его студии «Московский Камерный балет», в том числе «Фантазия» на музыку Александра Скрябина. В том же 1922 году Фореггер, Голейзовский и Галаджев работали над постановкой сатирической серии пародий на театральную среду этого времени (различных театральных студий с самыми разными эстетическими формами было тогда действительно множество) под названием «„Женитьба“ — почти по Гоголю», которую Алексей Алексеев представил в московском театре-кабаре «Кривой Джимми». Главными исполнителями были один из лучших комедийных актёров Фёдор Курихин и Ольга Глебова-Судейкина. Фореггер и Голейзовский ставили хореографию, а Галаджев работал над иллюстрациями к постановке, которые были опубликованы в журнале «Зрелища».
Критик Джон Э. Боулт писал об этом периоде творчества художника: «Искусство Галаджева отражало мотивы „бурных 20-х“ — коммерческую рекламу, массовые коммуникации и ночную жизнь большого города. Оно содержало в себе обаяние итальянских футуристов с их летательными аппаратами, несущимися сквозь пространство и отражающимися эхом „танцев машин“ Фореггера, джазом Парнаха и акробатическими трюками Владимира Фогеля, клоунадой Виталия Лазаренко и „мотобиоскульптурой“ Льва Лукина. <…> …Галаджев в своих рисунках старался объединить „американский ритм с цирковой ловкостью“, и еще, может быть, сексуальную свободу с раскованным воплощением эротической игры, отличавшую балетные эксперименты Голейзовского и Лукина, которые с таким удовольствием изображал Галаджев».
Все это мало соответствовало нарождавшемуся духу социалистического реализма.
В 1924 году все экспериментаторские театральные студии были закрыты специальным правительственным указом. Как раз через год Галаджев закончил учебу у Кулешова и стал полностью работать в кинематографе. В дальнейшем он продолжал сотрудничать со своим педагогом.
В 1926 году Галаджев участвовал в Первой выставке графики в Доме печати в Москве. Больше к графике не возвращался.
С 1940 в качестве художника работал на киностудии «Союздетфильм», позже ставшей киностудией имени М.Горького, где оставался до конца творческой биографии.
Всего Пётр Галаджев снялся в 36 фильмах как киноактёр, оформил более 50 картин как художник, снял три фильма как режиссёр.
Последней работой художника стал фильм режиссёра С. А. Герасимова «Градостроители», вышедший на экраны уже после смерти Галаджева в январе 1973 года под другим названием «Любить человека». Сергей Аполлинариевич пригласил Галаджева на работу в фильме в 1970 году. Пётр Галаджев приступил к работе: уже были изготовлены многие рисунки, эскизы, макеты. Однако в июле 1971 года у Галаджева произошёл конфликт с директором картины, и он вынужден был покинуть съёмки. Его заменил другой художник Пётр Пашкевич, который и закончил фильм. Обиду Пётр Степанович переживал очень тяжело, это и надломило его здоровье. Он скончался 5 октября 1971 года. Похоронен на Введенском кладбище (29 уч.).
Петр Галаджев был дважды женат. От первого брака сын Александр (1939 — 27.03.2018), от второго — дочь Наталья — киновед.

## Фильмография

### Актёр
- 1924 — Необычайные приключения мистера Веста в стране большевиков — авантюрист
- 1925 — Луч смерти — Руллер, владелец завода / директор цирка
- 1926 — По закону — Херке
- 1927 — Ваша знакомая — секретарь редакции
- 1929 — Дело с застёжками — Сенька
- 1929 — Два-Бульди-два
- 1929 — Посторонняя женщина — фотограф
- 1930 — Саша — Иван Семёнович
- 1930 — Хамелеон
- 1932 — Горизонт — раввин
- 1933 — Великий утешитель — банкир Адамс / репортёр
- 1934 — Кража зрения — управдом Фарик
- 1934 — Марионетки — писарь
- 1936 — Ай-Гуль — Мустафа
- 1937 — Остров сокровищ — Бен Ганн / хозяин гостиницы
- 1938 — Доктор Айболит — разбойник
- 1938 — Люди долины Сумбар — Сахат
- 1939 — Друзья встречаются вновь — профессор Иракский
- 1940 — Случай в вулкане — кок
- 1940 — Преступление и наказание — свидетель
- 1941 — Старый двор — дворник
- 1942 — «Учительница Карташова» (из серии Боевой киносборник) — немец
- 1942 — Клятва Тимура — шофёр
- 1942 — Швейк готовится к бою — Шамбре
- 1943 — Мы с Урала — художник завода
- 1945 — Кащей Бессмертный — стражник
- 1968 — Огонь, вода и… медные трубы — дворянин Усиков

### Художник
- 1936 — Дохунда
- 1939 — Друзья встречаются вновь (совместно с М. Шарякиным[5])
- 1940 — Преступление и наказание
- 1940 — На дальней заставе
- 1941 — Старый двор (с С. В. Козловским[5])
- 1942 — Учительница Карташова
- 1942 — Лесные братья (Боевой киносборник «Лесные братья»)
- 1942 — Железный ангел
- 1942 — Клятва Тимура
- 1943 — Март-апрель
- 1943 — Таджикский киноконцерт
- 1945 — Кащей Бессмертный
- 1946 — Крейсер «Варяг» (по эскизам худ. С. С. Манделя[5])
- 1947 — Рядовой Александр Матросов
- 1950 — Донецкие шахтёры (с П. И. Пашкевичем[5])
- 1952 — Майская ночь, или Утопленница (с И. Захаровой[5])
- 1953 — Таинственная находка
- 1954 — Два друга
- 1956 — Они были первыми
- 1959 — Необыкновенное путешествие Мишки Стрекачёва
- 1960 — Рыжик
- 1962 — Когда деревья были большими
- 1963 — Большие и маленькие
- 1963 — Большой фитиль (киноальманах)
- 1964 — Дальние страны
- 1967 — Журналист
- 1969 — У озера (создатели фильма удостоены Государственной премии СССР, 1971)
- 1972 — Любить человека

### Кинорежиссёр
В качестве режиссёра работал на студии «Востокфильм»:
- 1930 — «Салорская роза» (документальный)
- 1932 — «Миллион двести тысяч» (документальный)
- «Летчики» — картина не завершена в связи с ликвидацией «Востокфильма»[4].

## Признание и награды
- Заслуженный художник РСФСР (1965);
- Лауреат Государственной премии СССР (1971 за участие в создании фильма «У озера»).